# Locomotiv GT X.
A Locomotiv GT X. az LGT 1982-es albuma.
„1983. (…)
Itthon is megjelenik a lemez, a zenekar rosszul számolja össze az eddig kiadottakat, és LGT X-nek nevezi, pedig csak a kilencedik. Most már mindegy. Ki van nyomtatva. A hátralevő rövid időben a zenekar számszakilag már nem jön rendbe.”

## Az album dalai
1. Zenevonat (Presser Gábor/Sztevanovity Dusán) – 4:26
2. A siker (Presser Gábor/Sztevanovity Dusán) – 4:20
3. A síneken (Karácsony János/Sztevanovity Dusán) – 4:34
4. Portoriko 69 (Karácsony János) – 3:06
5. Holnap (Somló Tamás/Pete Wingfield/Sztevanovity Dusán) – 4:24
6. Lesz-e még? (Presser Gábor/Pete Wingfield/Sztevanovity Dusán) – 4:36
7. Rágógumi megszokás (Presser Gábor/Sztevanovity Dusán) – 5:25
8. Valaki (Somló Tamás/Sztevanovity Dusán) – 4:20
9. A szél lassan elfújja az utolsó dalom (Presser Gábor) – 3:49

## Közreműködők
- Karácsony János
- Presser Gábor
- Solti János
- Somló Tamás
- Sztevanovity Dusán – dalszövegek
- Dés László – szaxofon
- Gőz László – vonókürt
- Gábor István – szaxofon
- Csizmadia Gábor – trombita
- Horváth Kornél – ütőhangszerek
- Pete Wingfield – szintetizátor

### Produkció
- Brad Davis – hangmérnök
- Pete Wingfield – zenei rendező
- Diner Tamás – fényképek
- Hegedüs György – fényképek
- Fujkin István – grafika
- Snepp Sándor – grafika
- Kosnás Roland – grafika